# Voltago Agordino
Voltago Agordino (in der ladinischen Sprache: Oltach) ist eine nordostitalienische Gemeinde (comune) mit 807 Einwohnern (Stand 31. Dezember 2023) in der Provinz Belluno in Venetien. Die Gemeinde liegt etwa 21,5 Kilometer nordwestlich von Belluno, gehört zur Comunità montana Agordina und grenzt unmittelbar an den Trentino.

## Geschichte

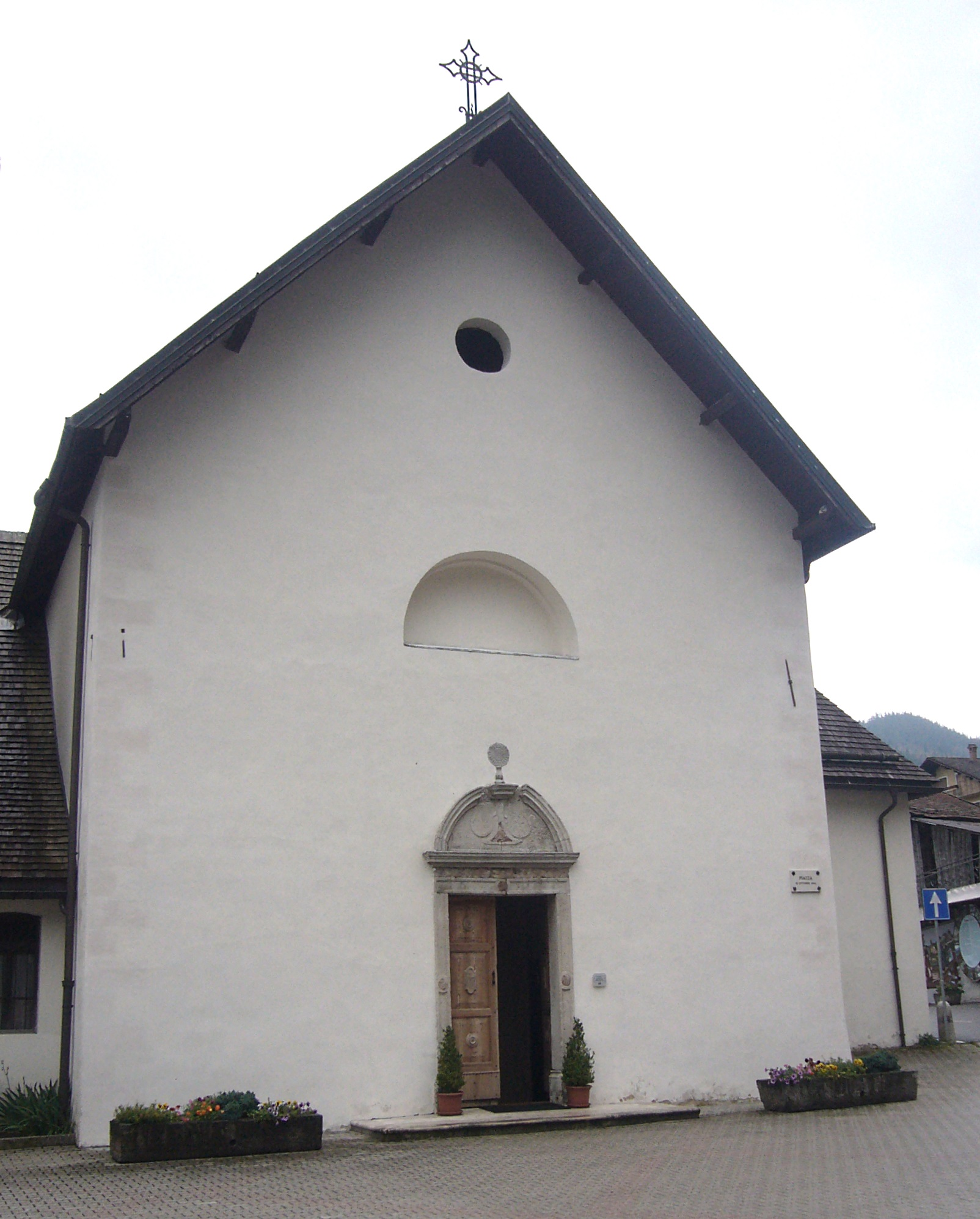
Pfarrkirche

1146 wird der Ort als Vico Woltagi genannt. 2014 sprach sich bei einem Referendum die Mehrheit der Einwohner dafür aus die Region Venetien zu verlassen und der Region Trentino-Südtirol beizutreten.

## Verkehr
Durch die Gemeinde führt die frühere Strada Statale 347 del Passo Cereda e del Passo Duran (heute eine Provinzstraße) von Fiera di Primiero nach Valle di Cadore.

## Partnerschaft
Seit 2004 ist die Gemeinde mit der französischen Gemeinde Montreux-Vieux im Elsass partnerschaftlich verbunden.